# Lijst van namen in de tiende editie van Systema naturae
De tiende editie van Systema naturae van Carl Linnaeus geldt, samen met Svenska spindlar van Carl Alexander Clerck, als het beginpunt van de zoölogische nomenclatuur, en is om die reden van groot belang voor de biosystematiek. De tiende editie van Systema naturae telt bijna 4400 soortnamen. De geslachten die Linnaeus creëerde omvatten doorgaans veel soorten, en vaak werden binnen een geslacht soorten samengebracht die tegenwoordig niet meer als nauwe verwanten worden beschouwd. Samen met de grote aantallen soorten die naderhand door andere auteurs zijn benoemd en het vervolgens opnieuw arrangeren van geslachten, heeft dit ertoe geleid dat veel soorten niet langer in het geslacht worden geplaatst waarin Linnaeus ze in eerste instantie plaatste. Deze lijst heeft als belangrijkste functie het vindbaar maken van de huidige geaccepteerde naam van soorten die in de tiende druk van Systema naturae een wetenschappelijke naam kregen.

## Amphibia
Linnaeus plaatste ook prikken, roggen, haaien, draakvissen, zeeduivels en steuren in deze klasse.

## Vermes

### Intestina
p. 647
- Gordius

p. 661
- Asterias
- Asterias luna = Anseropoda rosacea (Lamarck, 1816)
- Asterias rubens – Gewone zeester
- Asterias glacialis – Marthasterias glacialis
- Asterias reticulata – Oreaster reticulatus
- Asterias nodosa – Protoreaster nodosus

p. 662
- Asterias aranciaca – Astropecten aranciacus – Rode kamster
- Asterias equestris – Hippasteria phrygiana
- Asterias laevigata – Linckia laevigata
- Asterias ophiura – Ophiura ophiura – Gewone slangster

p. 663
- Asterias pectinata – Comatula pectinata
- Asterias multiradiata – Capillaster multiradiatus
- Asterias caputmedusae – Gorgonocephalus caputmedusae
- Echinus
- Echinus esculentus

p. 664
- Echinus globulus – Mespilia globulus
- Echinus sphaeroides – Salmacis sphaeroides
- Echinus gratilla – Tripneustes gratilla
- Echinus lixula – Arbacia lixula
- Echinus saxatilis = Diadema setosum (Leske, 1778) – Diadeemzee-egel
- Echinus diadema – Echinothrix diadema
- Echinus cidaris – Cidaris cidaris
- Echinus mamillatus – Heterocentrotus mamillatus

p. 665
- Echinus lucunter – Echinometra lucunter
- Echinus atratus – Colobocentrotus atratus
- Echinus spatagus – Metalia spatagus
- Echinus lacunosus – Schizaster lacunosus
- Echinus rosaceus – Clypeaster rosaceus

p. 666
- Echinus reticulatus – Clypeaster reticulatus
- Echinus placenta – Arachnoides placenta
- Echinus orbiculus – Heliophora orbiculus

Appendix p. 823
- Asterias planci – Acanthaster planci – Doornenkroon